# Espieilh
Espieilh é uma comuna francesa na região administrativa de Occitânia, no departamento dos Altos Pirenéus. Estende-se por uma área de 2,12 km². Em 2010 a comuna tinha 27 habitantes (densidade: 12,7 hab./km²).